# Аляскинский шипощёк
Аляскинский шипощёк, или аляскинский ёрш (лат.  Sebastolobus alascanus), — вид морских лучепёрых рыб рода шипощёков подсемейства Sebastinae. Обитают в умеренных водах северной части Тихого океана. Встречаются на глубине до 1600 м. Максимальная зарегистрированная длина 80 см.  У этих рыб очень крупная голова и большие глаза. Размножаются икрометанием с внутренним оплодотворением. Рацион состоит из рыб и ракообразных. Ценный промысловый объект.

## Ареал и среда обитания
Аляскинские шипощёки обитают в водах России, США, Канады и Японии. Они распространены у берегов восточного Хоккайдо, Калифорнийского полуострова, Вашингтона, Орегона, у юго-западного побережья Камчатки, в заливе Аляска, у Алеутских островов и в Беринговом море. В российских водах максимальная численность этого вида согласно данным по уловам (более 200—300 кг на 1000 крючков) наблюдается у Командорских островов северо-западнее острова Беринга и юго-восточнее острова Медный.
Это мезобентальный вид. Встречается на глубине от 17 до 1600 м, чаще всего между 500 и 800 м, при температуре воды 0,2—10,4 °C (наиболее часто 3,0—8,5 °C). Эти донные рыбы ведут малоподвижный образ жизни. Протяжённые миграции отсутствуют. Молодь обитает на меньших глубинах по сравнению с взрослыми особями.

## Описание
Максимальная зарегистрированная длина 80 см, а вес 9 кг. Максимальный зарегистрированный возраст составляет 100 лет.
Тело прогонистое. Голова большая с сильно развитыми шипами на подглазничных, лобных и теменных костях, округлая в поперечном сечении. Передний край верхней челюсти вогнут.
Спинной плавник  с 15—16 колючками и 8—9 мягкими ветвистыми лучами. Четвёртая колючка в спинном плавнике обычно самая длинная. В анальном плавнике 3 колючих и 4—5 мягких лучей. Вторая колючка анального плавника всегда самая длинная и равна по длине мягким лучам. Хвостовой плавник закруглён. Грудные плавники с выемкой.
Окраска ярко-красная, брюхо светлее, жаберная область бледнее основного фона. В колючей части спинного плавника между первым и третьим, а также между шестым и девятым лучами расположены тёмные пятна.

## Биология
Это медленно растущий вид. В возрасте 1 года  длина достигает 9—10 см, ежегодный прирост в возрасте 5—15 лет в среднем 2—2,5 см. Самки в целом крупнее самцов.  Поскольку в донные яруса и сети попадаются в основном крупные половозрелые рыбы, основную массу улова, в целом, составляют самки.

### Питание
Взрослые аляскинские шипощёки питаются, преимущественно,  рыбами и ракообразными (крабами-стригунами, раками-отшельниками, креветками). Основу рациона молоди длиной менее 15 см составляют креветки.

### Размножение
Икромечущий вид с внутренним оплодотворением. Американские шипощёки впервые созревают (50 % особей в популяции) у берегов Аляски при средней длине тела 21,5 см, а у западного побережья Северной Америки — при длине тела 18,2 см. У берегов Аляски нерестятся в апреле — июне, а у берегов Северной Америки — с декабря до мая. Половая зрелость наступает при длине 40—50 см в возрасте 10—15 лет. Спаривание и икрометание протекает в феврале—апреле на глубине 200—500 м при температуре 5,7—7,8 °C в канадских водах и 3—4 °C у северных Курильских островов. Плодовитость от 536 тыс. до 1 млн икринок. Оплодотворённая икра имеет диаметр 1,2—1,4 мм. Вымётывается в форме желеобразных кладок, обладающих положительной плавучестью, которые всплывают на поверхность воды. Оседание молоди на дно происходит при длине 2—3 см.

## Хозяйственное значение
Ценный объект промысла. У аляскинских шипощёков белое мясо (жир 3,4—19,8 %, белок 13,2—16), которое жарят, варят и коптят. Их ловят донными ярусами, сетями и тралами. Поступают в продажу без головы или целиком в мороженом и охлажденном состоянии. По данным учётных траловых съёмок, в 1990-е годы улов аляскинского шипощёка у северных Курильских островов и юго-восточного побережья Камчатки составлял 13,2 а в западной части Берингова моря — 4,6 кг за час, а биомасса — 0,9 и 0,5 тысяч тонн, соответственно. Чрезмерным вылов привёл к существенному  спаду численности вида в прикамчатских водах. Международный союз охраны природы присвоил ему охранный статус «Вымирающий вид». 